# Mauritz Andersson
Olof Mauritz Andersson (Göteborg, 22 de setembre de 1886 - Göteborg, 1 de novembre de 1971) va ser un lluitador suec que va competir a primers del segle xx. El 1908 va prendre part en els Jocs Olímpics de Londres, on guanyà la medalla de plata de la categoria del pes mitjà de lluita grecoromana, en perdre la final contra el seu compatriota Frithiof Mårtensson.
Quatre anys més tard, als Jocs d'Estocolm tornà a disputar la mateixa prova, però quedà eliminat en la quarta ronda eliminatòria.